# بخش مرکزی شهرستان حاجی‌آباد
 بخش مرکزی  نام بخشی است از توابع شهرستان حاجی‌آباد در استان هرمزگان واقع در جنوب ایران.
- کد این بخش در تقسیمات کشوری ایران ۸۵۷ است.

## جمعیت
جمعیت بخش مرکزی طبق سرشماری عمومی نفوس و مسکن در سال ۱۳۸۵، برابر با ۳۹۵۹۹ نفر بوده‌است.